# Mahouš
Mahouš là một làng thuộc huyện Prachatice, vùng Jihočeský, Cộng hòa Séc.